# VU-1545
VU-1545 je agonist glutamatnog receptora.